# Racine (Casablanca)
 (novembre 2017).
Si vous disposez d'ouvrages ou d'articles de référence ou si vous connaissez des sites web de qualité traitant du thème abordé ici, merci de compléter l'article en donnant les références utiles à sa vérifiabilité et en les liant à la section « Notes et références ».
Pour les articles homonymes, voir Racine.
Le quartier Racine est l'un des quartiers les plus chics de Casablanca. Il est délimité par trois grands boulevards (Zerktouni, El Massira, Abdellatif Benkaddour). On l'appelle également le triangle d'or à cause du prix élevé de l'immobilier.